# 1G busz (Békéscsaba)
A békéscsabai 1G jelzésű autóbusz a Franklin utca és a Szabadság tér között közlekedett. A viszonylatot a Kőrös Volán Vállalat üzemeltette.
Hétköznapokon reggel és délután közlekedett. 1993-ban szűnt meg, de korábban is kisebb kihagyássokkal szüneteltették, illetve újra indították, de volt, hogy az 1Y jelzésű buszjárat váltotta fel.

## Jellege
A békéscsabai 1G jelzésű buszjárat az 1-es busz túlzsúfoltságát igyekezett mentesíteni, legfőképp a jaminai diákok iskolába jutását, illetve a belvárosba igyekvőket és onnan hazatérőket szolgálta. A G jelzés a gyorsjárat rövidítését takarta és piros színnel jelenítették meg a viszonylattáblán.

## Útvonala
| Franklin utca - Szabadság tér: | Szabadság tér - Franklin utca: |
| --- | --- |
| - Franklin utca vá. - Madách utca - Orosházi út - Autóbusz-pályaudvar - Andrássy út - Luther utca - Bartók Béla út - Szabadság tér vá. | - Szabadság tér vá. - Bartók Béla út - Luther utca - Andrássy út - Autóbusz-pályaudvar - Orosházi út - Madách utca - Franklin utca vá. |